# Тиволи Ной
„Тиволи-Ной“ (на немски: Tivoli-Neu) е мултифункционален стадион в град Инсбрук, Австрия.
Използва се основно за футболни срещи и е официалният стадион на ФК Вакер (Инсбрук). Капацитетът му е 17 400 места. За Евро 2008 той е разширен временно до 30 000 места.

## Евро 2012
| Дата        |         | Резултат |         | Фаза    |
| ----------- | ------- | -------- | ------- | ------- |
| 10 юни 2008 | Испания | 4–1      | Русия   | Група D |
| 14 юни 2008 | Швеция  | 1–2      | Испания | Група D |
| 18 юни 2008 | Русия   | 2–0      | Швеция  | Група D |